# Гавгамелы
Гавгамелы (греч. Γαυγάμηλα) — древнее селение в Месопотамии в 120 километрах (600 стадиях) к северо-западу от города Эрбиль (это северо-запад нынешнего Иракского Курдистана), рядом с которым в 331 до н. э. Александр Македонский нанёс поражение персидской армии Дария III Кодомана. Располагалось в одной из широких равнин между рекой Тигр и Курдистаном.

## Происхождение названия
Согласно Плутарху, название Гавгамел означало «верблюжий холм». По легенде, некий ассирийский царь спасся в Гавгамелах от врагов на одногорбом верблюде, а затем приказал содержать этого верблюда в Гавгамелах на доходы с близлежащих селений.